# Olympische Sommerspiele 1928/Teilnehmer (Malta)
| Gelbes Symbol für Goldmedaillen mit stilisierten Olympischen Ringen | Graues Symbol für Silbermedaillen mit stilisierten Olympischen Ringen | Braundes Symbol für Bronzemedaillen mit stilisierten Olympischen Ringen |
| ------------------------------------------------------------------- | --------------------------------------------------------------------- | ----------------------------------------------------------------------- |
| —                                                                   | —                                                                     | —                                                                       |

Malta nahm an den Olympischen Sommerspielen 1928 in Amsterdam, Niederlande, mit einem Wasserballteam teil, das den fünften Platz belegte. Es war die erste Teilnahme für Malta.

## Teilnehmer nach Sportarten

### Wasserball
- Herrenteam
5. Platz

- Kader
Francisco Nappa
Victor Busietta
Meme Busietta
Edward Magri
Harry Bonavia
Roger Vella
Louis Darmanin
Turu Rizzo
Victor Pace